# Pilocrocis pseudopelochra
Pilocrocis pseudopelochra là một loài bướm đêm trong họ Crambidae.